# Basilia seminuda
Basilia seminuda är en tvåvingeart som beskrevs av Theodor 1956. Basilia seminuda ingår i släktet Basilia och familjen lusflugor. Inga underarter finns listade i Catalogue of Life.